# Núria Solé Pérez
Núria Solé Pérez (Tarragona, el Tarragonès, 11 d'abril del 1977) és una periodista catalana. Ha estat presentadora del Telenotícies migdia, de TV3, en els darrers 9 anys. Abans havia conduït els informatius del canal de notícies 3/24, on va donar l'anunci de benvinguda als teleespectadors en nom del canal, i de l'informatiu juvenil Info-K. També ha copresentat, juntament amb Sílvia Cóppulo, (S)avis. Va presentar la Marató contra les malalties neurodegeneratives, amb Roger de Gràcia.
El 25 de juny de 2015 la Corporació Catalana dels Mitjans Audiovisuals (CCMA) va anunciar que a partir del setembre presentarà la segona franja del programa matinal de TV3 Els Matins en substitució de la presentadora Helena García Melero, qui també canvia d'espai televisiu i passarà a conduir el magazín de tardes Divendres de la mateixa cadena catalana. Des del maig de 2017 presenta el Telenotícies Comarques de TV3.